# Most svobode, Budimpešta
Most svobode (madžarsko Szabadság Híd, madžarska izgovorjava: [ˈsɒbɒdʃaːg ˈhiːd])  je most v Budimpešti na Madžarskem, ki povezuje severni Budim (Óbuda) in Pešto čez Donavo. Je tretji najjužnejši javni cestni most v Budimpešti, stoji na južnem koncu mestnega središča. Prvotno se je imenoval Ferenc József híd (Most Franca Jožefa).
Na njegovih dveh koncih sta dva javna trga, Gellért tér (ob vznožju hriba Gellért, s Termami Gellért in hotelom Gellért) in Fővám tér (z veliko tržnico).
Most svobode je najkrajši most v središču Budimpešte. Most, ki je bil prvotno zgrajen kot del tisočletne svetovne razstave ob koncu 19. stoletja, ima secesijsko zasnovo, mitološke skulpture in državni grb, ki ga krasi ob strani.
Severovzhodna hiša vsebuje muzej o mostovih v Budimpešti. Most je bil prvi v mestu, ki so ga obnovili po hudih poškodbah med drugo svetovno vojno.
Most je bil upodobljen na znamki za 1,50 forinta iz leta 1964.

## Gradnja
Most je bil zgrajen med letoma 1894 in 1896 po načrtih Jánosa Feketeházyja. Čeprav je konstrukcijsko radikalno drugačen (gre za konzolni most z visečim srednjim razponom), posnema splošni obris verižnega mostu, ki je v času gradnje veljal za estetsko ugodnejšo obliko. Most so odprli v navzočnosti cesarja Franca Jožefa; zadnjo srebrno zakovico na peštanskem oporniku je v železno konstrukcijo vstavil cesar sam in po njem je bil most prvotno poimenovan.

## Opis
333,6 m dolg in 20,1 m širok most se razteza čez Donavo in dve obrečni ulici. Ima dva pasova in tramvajske tire ter pločnike, urejene zunaj nosilcev mostu.
Jeklena konstrukcija, podprta na dveh močnih stebrih, premosti tri odprtine z razponi 79,3 + 175,0 + 79,3 m. Njegovi nosilni nosilci spominjajo na verižni most s svojimi ukrivljenimi zgornjimi tetivami, ki v veliki meri sledijo verižni liniji in je težko opaziti, da je glavna odprtina en 46,9 m dolg viseči nosilec. Most je torej Gerberjev gredni most. Za izravnavo obremenitev visečega nosilca so bili bloki iz litega železa vstavljeni v stranske konce nosilcev. Po zaščitnem premazu je celotna konstrukcija dobila zeleno barvo.
Železni stebri so pokriti s pločevino, bogato secesijsko okrašeni in povezani s portalom z zakrivljenim ažurnim lokom. Na lokih je replika madžarskega grba, tj. grbov držav madžarske krone s krono sv. Štefana. Vrhovi stebrov so zasnovani kot visoki vrhovi, na vsakem od njih stoji ptica Turul z razprostrtimi krili na zlati krogli. Na zunanji strani stebrov in na zunanjih koncih zgornjih tetiv sta kartuši z grbom Ogrske kraljevine. Dovršeno oblikovano je stojalo za kandelabre na zgornjih trakovih.
Ena od hiš, zgrajenih na strani Pešte za pobiranje mostnine, zdaj služi kot muzej mostov Budimpešte na Donavi.

## Promet
Most prečkajo številni tramvaji in druga cestna vozila, vendar obstaja pobuda, da bi ga spremenili v prehod samo za pešce, zdaj ko je četrta linija podzemne železnice dokončana.